# Thomas Corneille

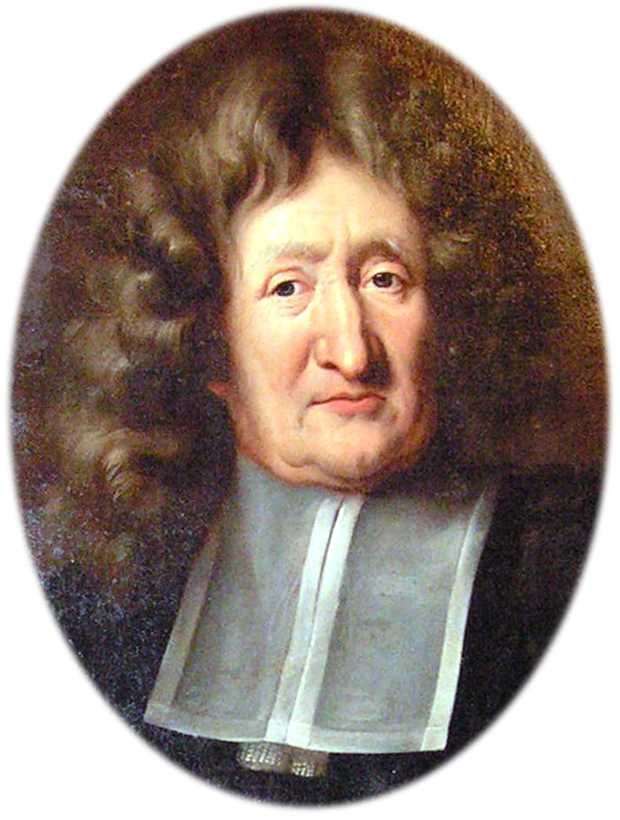
Thomas Corneille a 81 anni

Thomas Corneille (Rouen, 20 agosto 1625 – Les Andelys, 8 dicembre 1709) è stato un drammaturgo francese, fratello del più celebre Pierre, di quasi vent'anni più anziano.

## Biografia
Studiò presso il collegio dei gesuiti di Rouen fino al 1643 e proseguì gli studi all'università di Caen, dove conseguì nel 1649 la laurea in legge. Esercitò la professione legale per qualche tempo presso il Parlamento della Normandia, ma in seguito alla sua passione per il teatro abbandonò in seguito la propria carriera per seguire la via già intrapresa dal fratello.
Nel 1650 sposò la sorella della moglie di suo fratello Pierre, Margherite de Lampériere. Debuttò a teatro con delle commedie ispirate ad autori spagnoli: all'Hotel de Bourgogne vennero rappresentati Les engagements du hasard (1647) e Le Feint astrologue (1648), ispirate a Pedro Calderón de la Barca, e Don Bertrand de Cigarral (1650, imitata questa volta da don Francisco de Rojas Zorrilla e in seguito ripresa tra il 1659 e il 1661 dalla troupe di Molière.
A partire dal 1653 si dedicò ad una commedia pastorale, Le charme de la voix, che tuttavia non riscosse molti favori per il suo intrigo troppo complicato. Nel 1654 scrisse la tragi-commedia dal titolo Les illustres ennemis che ebbe invece grande successo e gli permise di iniziare a frequentare i saloni parigini, che influenzeranno le sue opere successive e gli apportarono ulteriore popolarità. In seguito ad un temporaneo abbandono della scrittura teatrale da parte del fratello Pierre, cominciò a scrivere tragedie: Timocrate (1656), tragedia d'ispirazione antica rispondeva perfettamente al gusto del pubblico, con sentimenti raffinati, trama complicata e lieto fine, venne rappresentata per la prima volta sulla scena del teatro di Marais e quindi per ottanta repliche consecutive. Thomas Corneille ottenne la protezione del re Luigi XIV, del duca di Guisa e di Nicolas Fouquet e venne considerato quasi al pari del fratello.
Scrisse ancora la tragedia Bérénice, ispirata dal Grande Cyrus di Madeleine de Scudéry e tra il 1661 e il 1670 scrisse e mise in scena molte opere insieme al fratello (Pyrrhus roi d'Epire, Maximian, Persée et Démétrius e Antiochus). Dal 1662 i due fratelli Corneille si erano trasferiti a Parigi, dove tra il 1673 e il 1681 vissero nel medesimo appartamento, mentre successivamente traslocarono in due diverse abitazioni e Thomas si trasferì in via Clos-Georgeot. Sulla scena teatrale il genere delle tragedie di Pierre Corneille non otteneva più il medesimo successo e Thomas Corneille si avvicinò allo stile di Jean Racine, che in quel momento era all'apice del successo. Scrisse in solo quaranta giorni la commedia mitologica Ariane, a cui seguirono Theodat e La mort d'Achille.
Nel 1673, alla morte di Molière gli succedette come autore della sua compagnia teatrale: nello stesso anno venne rappresentata l'opera Le festin de Pierre, un adattamento in versi dell'opera di Molière Dom Juan, molto simile all'originale. Nel marzo del 1675 ebbe luogo la prima rappresentazione dell'opera Circé, che grazie alla scenografia mobile (piante che fiorivano, montagne che si alzavano, statue che si animavano), fu un vero trionfo. Qualche mese più tardi un altro successo sarà dato dall'opera L'Inconnu, ma il 7 agosto 1676, al contrario, Le Triomphe des Dames fu un insuccesso.
Nello stesso periodo anche Racine aveva subito l'insuccesso della Phedre e Thomas Corneille ritornò dunque alla tragedia con Le Comte d'Essex (1678) che riscosse consensi. In seguito collaborò con il compositore Jean-Baptiste Lully per l'opera Psyché. Nel 1680 segnò la fine dei successi teatrali. Sotto la spinta dell'amico Donneau De Visé, scrisse ancora l'opera La Devineresse che ebbe 47 repliche successive.
Dopo la morte del fratello Pierre nel 1684, gli succedette presso l'Accademia di Francia, dove venne eletto il 2 gennaio 1685 all'unanimità, prendendo attivamente parte ai lavori del dizionario de l'Académie: in seguito alla Querelle des Anciens et des Modernes subì attacchi violenti, fino alla riconciliazione con Jean de La Bruyère, autore degli "Caratteri" e fautore degli "antichi", nel 1694. Verso il 1708 si ritirò a Les Andelys, in una casa ereditata dalla moglie, dove morì l'8 dicembre del 1709.